# Hjemkundskab
 Denne artikel omhandler overvejende eller alene danske forhold. Hjælp gerne med at gøre artiklen mere almen.
Hjemkundskab er et skolefag, der tidligere hed husgerning og kaldtes bl.a. skolekøkken og madlavning. Det er et folkeskolefag, der oprindelig kun var for piger, men efter skoleloven af 1975 blev det også for drenge, der tidligere måtte nøjes med et kursus i ungdomsskolen. Fra 2014 skiftede faget navn til madkundskab.
Faget indeholder madlavning, kostplanlægning, sundhed, hygiejne, vask, strygning, rengøring og andre aspekter af husførelse.  Undervisningen har dels været varetaget af linjefagsuddannede lærere, dels af faglærere og i mangel af kvalificerede lærere også af andre.
Tanken om skolekøkken (kvindelig husgerning, huslig økonomi) opstod i i 1880'erne samtidigt med sløjd og kvindelig håndgerning, og der blev netop anvendt tillægsordet »kvindelig«. De første danske skolekøkkener kom først i 1897. I 1899 begyndte Statens Kursus til Uddannelse af Skolekøkkenlærerinder i regi af Statens Lærerhøjskole, i 1900 fastsattes kursets varighed til ti måneder, og i 1904 fik kurset eget lokale i Lærerhøjskolens bygning Odensegade 14. Undervisningen omfattede en teoretisk, en praktisk og en pædagogisk del. Fra 1922 indførtes praktik i uddannelsen, og den foregik i Københavns Kommune, der i mellemtiden var blevet velforsynet med skolekøkkener; en snes år tidligere var kun omkring fem skoler med i starten af »huslig økonomi«.
Der har været mange husholdningsskoler til unge pigers uddannelse. Til uddannelse af husholdningslærerinder kom der i 1901-05 tre husholdningsseminarier. Af dem findes Suhrs og Ankerhus endnu.
I begyndelsen af 1900-tallet var faget kvindelig husgerning beskrevet med følgende indhold: Hygiegne (renlighed og orden), økonomi (sparsommelighed og effektivitet), ernæring (hvad og hvordan man burde spise).
I 2015 skiftede faget navn til madkundskab. Lærerne er samlet i Foreningen for Madkundskab.